# با دن
با دن (بالصينية: 巴顿) هو لاعب كرة قدم صيني في مركز الوسط، ولد في 16 سبتمبر 1995 في يانتاى في الصين. لعب مع نادي بكين سينوبو غوان.

## وصلات خارجية
- با دن على موقع إي إس بي إن إف سي (الإنجليزية)
- با دن على موقع قاعدة بيانات كرة القدم.إي يو (الإنجليزية)
- با دن على موقع Soccerway.com (الإنجليزية)
- با دن على موقع عالم كرة القدم.نت (الإنجليزية)